# Prazzo
Prazzo (Prass in piemontese, Prats in occitano) è un comune italiano di 175 abitanti della provincia di Cuneo in Piemonte, situato in Valle Maira.

## Geografia fisica
Il territorio di Prazzo si trova compreso tra i 1.000 m circa ed i 3072 metri sul livello del mare della Rocca la Marchisa, sul lato sinistro della Valle Maira, percorsa dall'omonimo torrente. L'abitato principale è diviso in Prazzo Superiore e Prazzo Inferiore, a circa 1 chilometro di distanza l'uno dall'altro lungo la strada statale 22.
A Prazzo Superiore si trovano il municipio, nel cui palazzo si trovano anche la scuola materna ed elementare, un albergo e la maggior parte dei negozi del paese. A Prazzo Inferiore si trovano la chiesa parrocchiale e una caserma, usata saltuariamente da varie armi dell'Esercito Italiano e della Nato per esercitazioni in ambiente montano.

## Storia
A Prazzo sono stati annessi in epoca fascista i comuni di Ussolo e San Michele Prazzo. 

## Società

### Evoluzione demografica
Negli ultimi cento anni, a partire dal 1921, la popolazione residente è diminuita dell'89% .
Abitanti censiti

## Cultura

### Musei
- Museo della canapa e del lavoro femminile
- Museo dei nostri soldati

## Amministrazione
Di seguito è presentata una tabella relativa alle amministrazioni che si sono succedute in questo comune.
| Periodo          | Periodo        | Primo cittadino | Partito                        | Carica  | Note  |
| ---------------- | -------------- | --------------- | ------------------------------ | ------- | ----- |
| 13 dicembre 1986 | 2 giugno 1990  | Bruno Foi       | Democrazia Cristiana           | Sindaco | [ 6 ] |
| 2 giugno 1990    | 24 aprile 1995 | Marco Cesano    | -                              | Sindaco | [ 6 ] |
| 24 aprile 1995   | 14 giugno 1999 | Bernardo Giaime | -                              | Sindaco | [ 6 ] |
| 14 giugno 1999   | 3 aprile 2000  | Bernardo Giaime | -                              | Sindaco | [ 6 ] |
| 14 maggio 2001   | 30 maggio 2006 | Denisia Bonelli | lista civica                   | Sindaco | [ 6 ] |
| 30 maggio 2006   | 16 maggio 2011 | Osvaldo Einaudi | lista civica                   | Sindaco | [ 6 ] |
| 16 maggio 2011   | 16 maggio 2016 | Osvaldo Einaudi | lista civica: scudo con corona | Sindaco | [ 6 ] |
| 16 maggio 2016   | 4 ottobre 2021 | Denisia Bonelli | Lista Civica                   | Sindaco |       |
| 4 ottobre 2021   | in carica      | Gabriele Lice   | Lista Civica                   | Sindaco |       |

### Altre informazioni amministrative
Il comune faceva parte della comunità montana Valli Grana e Maira.

## Economia
L'economia della comunità è sostenuta da agricoltura, turismo e impieghi in enti statali o Enel. L'unico servizio di trasporto pubblico è costituito da un servizio di corriere che, dalla stazione ferroviaria di Cuneo, percorre tutta la valle fino ad Acceglio.